# 思州府
思州府，明朝时设置的府。

思州府在贵州省的位置（1820年）

元思州宣慰司。永樂十一年二月改為府，屬貴州布政司。領長官司四：都坪峩異溪蠻夷長官司、都素蠻夷長官司、施溪長官司、黃道溪長官司。清代為衝。隸貴東道。順治初，因明制。領長官司四，不領縣。雍正五年，割湖廣平溪、清浪二衞來屬。尋改玉屏縣、青溪縣二縣，領縣二：玉屏縣、青溪縣。
思州府知府
- 蔣深 （清康雍年間），撰《思州府志》（康熙壬寅1722）。

## 延伸阅读
[在维基数据编辑]
 《欽定古今圖書集成·方輿彙編·職方典·思州府部》，出自陈梦雷《古今圖書集成》